# Conrad de Urslingen
Conrad de Urslingen (d. 1202) a fost duce de Spoleto în două rânduri, de la 1183 la 1190 și de la 1195 la 1198.
Conrad și-a început cariera fiind conte de Assisi, funcție care i-a fost atribuită după cucerirea efectuată în 1174 de către trupele trimise în Italia de împăratul Frederic I "Barbarossa" sub comanda arhiepiscopului Christian de Mainz. Împăratul l-a învestit pe Conrad cu titlul comital și i-a acordat Rocca drept sediu al puterii sale. Pe parcursul domniei sale în Assisi, s-a născut acolo Sfântul Francisc.
În 1183, Frederic "Barbarossa" l-a numit pe Conrad duce de Spoleto. În 1190, el a fost însă alungat din Spoleto în contextul disputelor dintre guelfi și ghibelini, redobândindu-și ducatul în 1195. Pentru scurtă vreme, l-a găzduit la Rocca pe tânărul Frederic al II-lea de Hohenstaufen și a activat ca vicar în Regatul Siciliei, însă în 1198 a primit ordinul de a preda Spoleto către Statul papal, iar în absența sa Assisi s-a răsculat și a proclamat comuna.
Fiul său a fost Rainald de Urslingen, care va deveni și el duce de Spoleto, chiar dacă sub suzeranitate papală.